# Cherie Blair

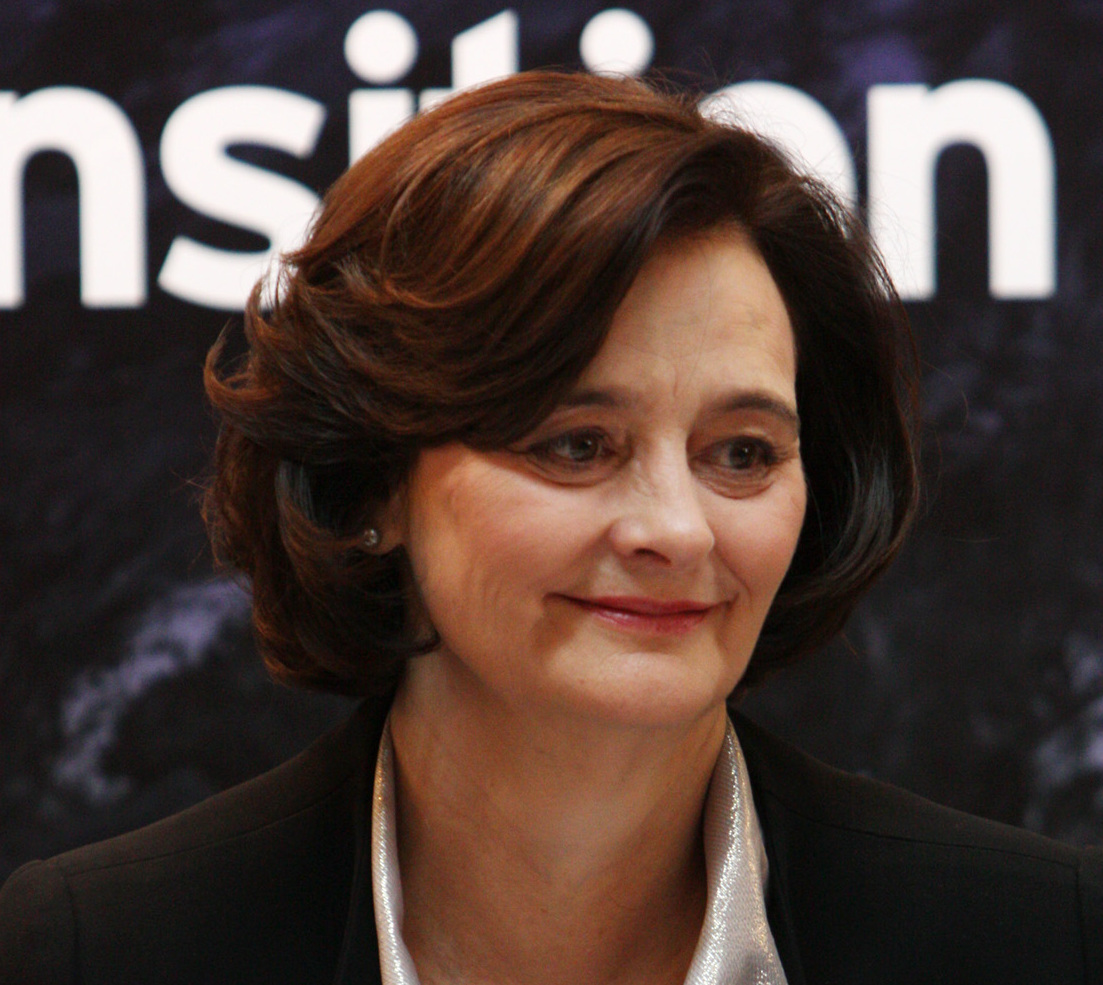
Cherie Blair (2013)

Cherie Blair, CBE, KC (* 23. September 1954 in Bury bei Manchester als Cherie Booth) ist die Ehefrau des ehemaligen britischen Premierministers Tony Blair. In ihrem Beruf als Rechtsanwältin benutzt sie weiterhin ihren Geburtsnamen.

## Leben
Cherie Booth wuchs in Liverpool auf. Ihr Vater, der Schauspieler Tony Booth, verließ die Familie, als Cherie zwei Jahre alt war. In den 1960er Jahren erlangte er mit seiner Rolle in der BBC-Sitcom Till Death Us Do Part (der englischen Vorlage zu Ein Herz und eine Seele) große Popularität.
Booth studierte Rechtswissenschaften an der London School of Economics and Political Science und ist bis heute die einzige Absolventin dieser Hochschule, die in allen vier Prüfungsfächern die Bestnote erreichte. 1976 lernte Booth Tony Blair kennen, der sich wie sie für ein Praktikum beim Labour-Politiker Derry Irvine beworben hatte. Booth erhielt zwar die ausgeschriebene Praktikumsstelle, doch auch Blair wurde als Teilzeitkraft übernommen. Booth und Blair heirateten am 29. März 1980. Aus der Ehe gingen vier Kinder hervor: Euan Anthony, Nicholas John, Kathryn Hazel und Leo George. Leo Blair ist das erste während der Amtszeit geborene Kind eines Premierministers seit 150 Jahren. Nach der Geburt ihres vierten Kindes hatte Booth in den Jahren 2001 und 2003 noch zwei Fehlgeburten. Cherie Blair ist praktizierende Katholikin, auch die vier Kinder der Blairs sind katholisch getauft.
Bei den Parlamentswahlen 1983 traten beide für Labour an. Während Cherie in ihrem Wahlkreis North Thanet in Kent scheiterte, wurde Tony Blair in Sedgefield, County Durham in das Unterhaus gewählt.
In den späten 1990er Jahren baute Cherie Blair eine eigene Kanzlei (Matrix Law) auf, die auf die Europäische Menschenrechtskonvention spezialisiert ist.
Von 1999 bis 2006 war sie Kanzlerin der Liverpool John Moores University.
2002 geriet Cherie Blair in die Kritik, als bekannt wurde, dass sie mit Unterstützung des Australiers Peter Foster zwei Wohnungen in Bristol illegal erworben hatte. Die Affäre wurde in den britischen Medien als „Cherigate“ bezeichnet.
Am 24./25. Mai 2007 trat Cherie Blair am 4. Internationalen Menschenrechtsforum (IHRF) in Luzern/Schweiz auf. Sie sprach sich für den Irakkrieg aus.
2011 verließ sie Matrix Law und gründete Omnia Strategy LLP, eine international tätige Anwaltskanzlei.

## Ehrungen
- 2003: Ehrendoktorwürde der University of Liverpool
- 2003: Ehrendoktorwürde des University of Manchester Institute of Science and Technology
- Ehrendoktorwürde der University of Westminster
- 2008: Ehrendoktorwürde der Roehampton University
- Fellow der Royal Society of Arts
- Freeman of the City of London